# Michel-André Cardin
Pour les articles homonymes, voir Cardin.
Michel-André Cardin né en 1963 et mort le 13 février 2013 à Sherbrooke est un comédien canadien.

## Biographie
Il est le frère cadet de Serge Cardin, député péquiste de la circonscription provinciale de Sherbrooke à l'Assemblée nationale du Québec depuis 2012 et ancien député du Bloc québécois de la circonscription fédérale de Sherbrooke, à la Chambre des communes du Canada.
Il a fait partie de l’équipe de comédiens de Dieu merci !
En décembre 2008, il a été victime d'un accident, grièvement blessé à la tête, il est resté dans le coma durant plusieurs années.

## Filmographie

### Cinéma
- Les Sept Jours du talion (2010)

### Télévision
- Les Sœurs Elliot (2007)
- Minuit le soir (2004)
- 3X Rien (2003)
- Jean Duceppe (2002)
- Music Hall (2002)
- Fortier (2001)
- Chartrand et Simonne (2000)